# Mateo Flecha el Viejo
Mateo Flecha el Viejo (Mateu Fletxa el Vell en catalán) (Prades, 1481– Monasterio de Poblet, 1553) fue un compositor español renacentista de la escuela española, nacido en territorio de la entonces Corona de Aragón, conocido hoy principalmente por sus ensaladas. Se le denomina «el Viejo» para diferenciarlo de su sobrino Mateo Flecha "El Joven".

## Biografía
Nació en 1481 en la localidad catalana de Prades, Tarragona, entonces parte de la Corona de Aragón. Posiblemente estudió música en Barcelona con Joan Castelló. En diciembre de 1522 comienza a trabajar en la Catedral de Lérida, primero como cantante y, a partir de septiembre de 1523 y hasta octubre de 1525, como maestro de capilla. Se cree que posteriormente se trasladó a Guadalajara, al servicio del III duque del Infantado, Diego Hurtado de Mendoza, donde trabajó durante seis años.
Algunos indicios hacen pensar que después se trasladó a Valencia, donde asumió la dirección de la capilla de Fernando de Aragón, duque de Calabria o, al menos, estuvo vinculado con los estamentos musicales de esta ciudad. De hecho, al menos tres de sus obras aparecen en el cancionero vinculado a dicha capilla (Cancionero del duque de Calabria, también conocido como Cancionero de Upsala).
Después se piensa que se trasladó a Sigüenza, donde también fue maestro de capilla, quizás de 1537 a 1539. De 1544 a 1548 ostentaría el mismo cargo en el castillo de Arévalo, en la capilla de las Infantas María y Juana de Castilla, las dos hermanas menores de Felipe II.
Más tarde, se hizo monje y entró en la Orden del Císter, residiendo en el Monasterio de Poblet, donde finalmente moriría en 1553.

## Obra
A Mateo Flecha se le conoce principalmente por sus ensaladas. Estas son composiciones para cuatro o cinco voces, concebidas para diversión de los cortesanos y que alcanzaron gran fama en las fiestas palaciegas. En ellas se mezclan con frecuencia, diferentes lenguas como castellano, catalán, italiano, francés o latín , también se juntaban distintas formas musicales como el contrapunto o la homofonía. Aparte de las ensaladas, también compuso villancicos.
Las ensaladas fueron recopiladas y publicadas en Praga, en 1581, por su sobrino Mateo Flecha el Joven. De las once ensaladas que compuso, sólo seis, El jubilate, La bomba, La negrina, La guerra, El fuego y La justa nos han llegado completas. De las restantes falta una voz. El cantate se da por perdida, ya que su sobrino no quiso publicarla por considerarla demasiado larga.
Algunos vihuelistas castellanos como Enríquez de Valderrábano, Diego Pisador y Miguel de Fuenllana adaptaron varias de sus obras para voz y vihuela.
A continuación se detallan las obras conservadas de Mateo Flecha. Los códigos de la columna de «Fuentes» musicales se especifican más abajo. Los de la columna de «Grabaciones» se especifican en la sección de «Discografía».
| N.º | Obra                         | Voces | Forma musical | Fuentes                      | Grabaciones                                                     | Comentarios                  |
| --- | ---------------------------- | ----- | ------------- | ---------------------------- | --------------------------------------------------------------- | ---------------------------- |
| 1   | El fuego                     | 4     | ensalada      | ENS, CAI, CII                | HES, HUE, RUD, CRC, LON, ARM, HAR, ROS, SAC, NOT                |                              |
| 2   | El jubilate                  | 4     | ensalada      | CMM, CII, ORP                | CAR, CRC, LON, ARM, HIL                                         |                              |
| 3   | La bomba                     | 4     | ensalada      | ENS, CMM, CAI, CII, ORP      | HES, FAG*, KIN, JAN, CRC, LON, KIS, HAR, ORP                    |                              |
| 4   | La caça                      | 4     | ensalada      | CII                          |                                                                 |                              |
| 5   | La guerra                    | 4     | ensalada      | ENS, CAI, CII                | ARS, RIC**, CAR, PIF**, JAN, LAC, CON, REI*, CRC, LON, DUO, SAC |                              |
| 6   | La justa                     | 4     | ensalada      | ENS, CMM, DIF, CAI, CII, ORP | RIC**, CAR, HES, KOL, HUE, COL, VOC, CRC, LON, ARM, ANG, SAC    |                              |
| 7   | La negrina                   | 4     | ensalada      | ENS, CAI                     | ARS*, CAR, HUE, COL, MAG, CAT*, CRC, LON, SAC                   |                              |
| 8   | La viuda                     | 4     | ensalada      | ENS                          | HAR                                                             |                              |
| 9   | Las cañas                    | 5     | ensalada      | ENS                          |                                                                 |                              |
| 10  | Los chistes                  | 5     | ensalada      | ENS                          |                                                                 |                              |
| 11  | El cantante o dança despadas | 5     | ensalada      |                              |                                                                 | Perdida                      |
| 12  | Encúbrase el mal que siento  | 3     | villancico    |                              |                                                                 |                              |
| 13  | O triste de mí               | 3     | villancico    |                              |                                                                 |                              |
| 14  | Si sentís lo que yo siento   | 3     | villancico    |                              |                                                                 |                              |
| 15  | Vella de vós som amorós      | 3     | villancico    | UPP                          | SAV                                                             | Atribuido                    |
| 16  | Mal haya quien a vos casó    | 4     | villancico    | ORP                          |                                                                 |                              |
| 17  | Que farem del pobre Joan     | 4     | villancico    | UPP, ORP, LMV                | SAV                                                             |                              |
| 18  | Teresica hermana             | 4     | villancico    | UPP, ORP, SIL                | SAV, NOT                                                        |                              |
| 19  | Tiempo bueno                 | 4     | villancico    |                              |                                                                 |                              |
| 20  | Si amores me han de matar    | 5     | villancico    | UPP, ORP                     |                                                                 |                              |
| 21  | Miserere                     | 4     | Miserere      |                              |                                                                 | Obra sacra en latín          |
| 22  | Doleo super te               |       |               |                              |                                                                 | Perdida. Obra sacra en latín |

(*) Sólo una parte
(**) Versión instrumental
Estas obras se encuentran en las siguientes fuentes musicales:
- Manuscritos
  - CMB - Barcelona, Biblioteca de Cataluña, Ms 454 (Cancionero de Barcelona).
  - CAI - Barcelona, Biblioteca de Cataluña, Ms 588 I
  - CII - Barcelona, Biblioteca de Cataluña, Ms 588 II.
  - CMM - Palma de Mallorca, Fundación Bartolomé March (olim Madrid, Biblioteca Privada de Bartolomé March Servera, R. 6829 (861); olim Biblioteca de la Casa del Duque de Medinaceli, MS 13230) (Cancionero de Medinaceli).
- Libros impresos:
  - UPP - Villancicos de diversos autores. Jerónimo Scotto. Venecia. 1556 (Cancionero de Upsala)
  - ENS - Las ensaladas de Flecha. Mateo Flecha el joven. Editor: Lorge Negrino. Praga. 1581. Sólo se conserva la parte del bajo.
  - DIF - Le difficile de Chansons. Second Livre. Jacques Moderne. Lyon. Contiene la ensalada La justa, denominada aquí La Bataille en Spagnol.

Además las siguientes fuentes contienen transcripciones en cifra para voz y vihuela:
- ORP - Orphénica Lyra, de Miguel de Fuenllana.
- SIL - Silva de Sirenas, de Enríquez de Valderrábano.
- LMV - Libro de música de vihuela, de Diego Pisador.

## Discografía
La siguiente discografía se ha ordenado por año de grabación, pero la referencia es la de la edición más reciente en CD. No se incluyen las recopilaciones, sólo los discos originales.
- 1968 - [ARS] Le Moyen-Age Catalan. Ars Musicae de Barcelona. Eric Gispert. Harmonia mundi HMA 190 051.
- 1973 - [RIC] Die Instrumentalvariation in der Spanischen Renaissancemusik. Ricercare y Ensemble für Alte Musik Zürich. Michel Piguet y Jordi Savall. . Edición en CD en la compilación: Reflexe Vol. 3 Stationen Europäischer Musik.
- 1977 - [CAR] Ensaladas de Mateo Flecha, el viejo. Coral Carmina, Solistas y Conjunto Instrumental. Jordi Casas. MEC 1015
- 1984 - [KIS] Madrigal History Tour. The King's Singers. EMI Classics
- 1987 - [HES] Ensaladas. Flecha, Heredia, Arrauxo. Hespèrion XX y Studio musicae Valencia. Jordi Savall. Astrée (Naïve) ES 9961.
- 1988 - [KOL] The Most beautiful madrigals. Collegium Vocale Köln. Wolfgang Fromme. CBS Odyssey M2K 45622 (2 CD).
- 1989 - [HIL] Sacred and Secular Music from six centuries. The Hilliard Ensemble. Hyperion Helios CDH 55148.
- 1991 - [HUE] Mateo Flecha el Viejo: Las Ensaladas. El Fuego, La Negrina, La Justa. Huelgas Ensemble. Paul Van Nevel. Sony Classical Vivarte SK 46699.
- 1994 - [FAG] Insalata. I Fagiolini. Robert Hollingworth. Metronome 1004.
- 1994 - [COL] La Justa. Madrigals and Ensaladas from 16th Century Catalonia. La Colombina. Josep Benet. Accent 94103
- 1994 - [DUO] Musica Temporis Rudolphi II. Duodena Cantitans, Capella Rudolphina. Petr Danek. Supraphon 0192-2231
- 1996 - [KIN] All the King's Men. Henry VIII & the Princes of the Renaissance. I Fagiolini, Concordia. Robert Hollingworth, Mark Levy. Metronome 1012.
- 1996 - [PIF] Los Ministriles. Spanish Renaissance Wind Music. Piffaro, The Renaissance Band. Joan Kimball, Robert Wiemken. Archiv "Blue" 474 232.
- 1996 - [CRC] Mateo Flecha: Las ensaladas. Isabel Palacios. Camerata Renacentista de Caracas. K617
- 1996 - [SAV] El Cançoner del Duc de Calabria (1526 - 1554). La Capella Reial de Catalunya. Jordi Savall. Astrée ES 9960.
- 1997 - [JAN] Canciones y Ensaladas. Chansons et pièces instrumentales du Siècle d'Or. Ensemble Clément Janequin. Dominique Visse. Harmonia Mundi HMC 90 1627.
- 1997 - [RUD] Felix Austriae Domus. Music in the 16th century Hapsburg Empires. Duodena Cantitans, Capella Rudolphina. Petr Danek. Supraphon 3326-2 231.
- 1997 - [LON] Las Ensaladas. New London Consort. Philip Pickett. Decca 444810
- 1997 - [ANG] México Barroco / Puebla V. Missa de la Batalla / Fabián Ximeno Pérez. Angelicum de Puebla. Benjamín Juárez Echenique
- 1998 - [LAC] Roncevaux: Échos d'une bataille. Évocation musicale de la Chanson de Roland. Ensemble Lachrimae Consort, Ensemble vocal «La Trulla de Bozes». Philippe Foulon. Mandala MAN 4953.
- 1999 - [CON] The Victory of Santiago. Voices of Renaissance Spain. The Concord Ensemble. Dorian 90274.
- 1999 - [ORP] Fuenllana. Libro de música para vihuela, intitulado Orphénica Lyra. Orphénica Lyra. José Miguel Moreno. Glossa 920204. 1999.
- 2000 - [REI] Carlos V. Mille Regretz: La Canción del Emperador. La Capella Reial de Catalunya. Hespèrion XXI. Jordi Savall. Alia Vox AV 9814.
- 2000 - [HAR] Fire-Water. The Spirit of Renaissance Spain. The Harp Consort, The King's Singers'. Andrew Lawrence-King. RCA
- 2001 - [MAG] Iudicii Signum. Capella de Ministrers. Carles Magraner. Licanus CDM 0203.
- 2003 - [VOC] Oyd, oyd, los vivientes. Llibre Vermell de Montserrat - La Justa. Collegium Vocale de Madrid, Kaléndula, Ensemble La Danserye. M. Á. Jaraba. Lachrimae LCD 9711.
- 2003 - [NOT] El Fuego. Musique polyphonique profane di Siècle d'Or. Música de la Corte. Eduardo Notrica. Voice of Lyrics VOL BL 703
- 2004 - [CAT] Villancicos y Danzas Criollas. De la Ibéria Antigua al Nuevo Mundo, 1559-1759. La Capella Reial de Catalunya, Hespèrion XXI. Jordi Savall. Alia Vox AV 9834.
- 2005 - [ARM] Mateo Flecha: Ensaladas. La Stagione Armonica. Sergio Balestracci. CPO 7770702
- 2005 - [ROS] El Espíritu del Siglo de Oro. Pro Música Antiqua Rosario. IRCO-274
- 2007 - [SAC] El Fuego. Les Sacqueboutiers. Ambroisie AM 129